# Torrent (Catalogna)
Torrent è un comune spagnolo di 179 abitanti situato nella comunità autonoma della Catalogna.